# Nautilus
Nautilus (indijska lađica) (Latinska forma sa originalnog grčkog ναυτίλος, 'mornar') spada u grupu mekušaca koja se naziva glavonošci.
Poput ostalih glavonožaca, pripada grupi najrazvijenijih mekušaca koji se razlikuju od ostalih mekušaca po visoko razvijenom nervnom sistemu i čulnim organima.
Živi u morskoj sredini, ali ne u morima sa niskim salinitetom, pa ih zato nema u Baltičkom i Crnom moru. Živi samo u indopacifičkoj oblasti, na dubini između 50 i 650m.
Hrani se najčešće ribom i planktonskim ribama. Pošto je aktivna grabljivica, nalazi se gotovo na kraju lanca ishrane i možda su iz tog razloga zastupljeni u malom broju među mekušcima.
Za razliku od ostalih glavonožaca, Nautilus nema kesu sa mastilom.
Jedini je glavonožac sa spiralno-spljoštenom ljušturom, a sačinjena je od kalcijum-karbonata koji se luči iz plašta. Unutrašnjost mu je podeljena na niz komora. Životinja se nalazi u najvećoj komori koja je i najbliža sredini. Ostale komore su delimično ispunjene vodom, a delimično smesom gasova nalik vazduhu, ali sa većim udelom azota prema kiseoniku, što omogućava lebdenje u vodi.
Slično većini glavonožaca, Nautilus se kreće u pravcu mlaza vode izbačenog iz plaštane duplje kroz levak,stvoren modifikacijom stopala. Usta i glava snabdeveni su mnogobrojnim pipcima kojima ne mogu da sisaju, ali mogu da se snažno pripijaju: mužjaci imaju oko 60, a ženke 90 ili više pipaka.
Najzastupljenija vrsta je biserni nautilus.

## Literatura
- Ward, P.D. 1988. In Search of Nautilus. Simon and Schuster.
- W. Bruce Saunders & Landman, Neil H. (2010). Nautilus: the biology and palaeontology of a living fossil. Topics in Geobiology. 6. Dordrecht : Springer Science+Business Media B.V. ISBN 978-90-481-3299-7.

## Spoljašnje veze
- Nautilidae discussion forum, tonmo.com
- Waikïkï Aquarium: Marine Life Profile: Chambered Nautilus, waguarium.org
- A molecular and karyological approach to the taxonomy of Nautilus, utmb.edu